# Vážany (Blanskói járás)
Vážany település Csehországban, a Blanskói járásban. Vážany Okrouhlá, Sudice, Boskovice és Knínice u Boskovic településekkel határos. Lakosainak száma 245 fő (2024. január 1.).

## Népesség
A település lakosságának változását az alábbi diagram mutatja:
| Lakosok száma | 310  | 264  | 328  | 297  | 230  | 191  | 228  | 231  | 235  | 245  |
|               | 1869 | 1890 | 1921 | 1950 | 1980 | 2001 | 2017 | 2019 | 2022 | 2024 |